# Шваруни
Шваруни (пол. Szwaruny, нім. Groß Schwaraunen) — село в Польщі, у гміні Бартошиці Бартошицького повіту Вармінсько-Мазурського воєводства.